# Mistrzostwa Europy w Koszykówce Mężczyzn 2007

Uczestnicy turnieju finałowego

35. Mistrzostwa Europy w koszykówce mężczyzn odbyły się w Hiszpanii w dniach 3 – 16 września 2007 roku. Trzy medalowe zespoły awansowały do turnieju olimpijskiego, a cztery kolejne będą uczestniczyć w turnieju kwalifikacyjnym do Igrzysk.

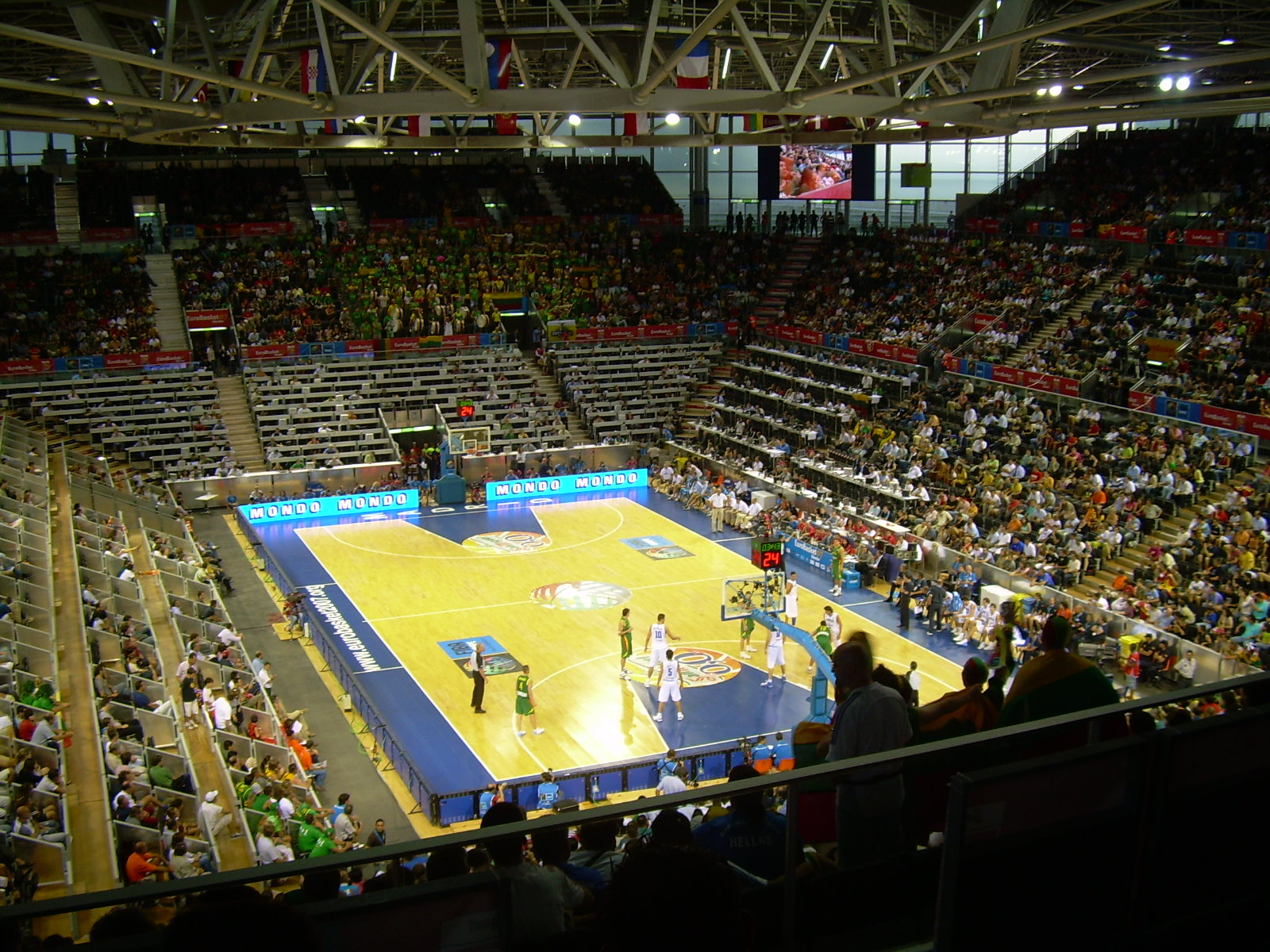
Litwa-Włochy

W turnieju uczestniczy 16 zespołów podzielonych na cztery grupy, z których do drugiej rundy awansują po trzy najlepsze drużyny, które zagrają w dwóch sześcio-drużynowych grupach. Po cztery najlepsze drużyny przechodzą do ćwierćfinałów. Zwycięzcy 1/4 finału awansują do półfinałów, w których najlepsza europejska czwórka będzie walczyć o medale. Tytułu broniła Grecja.

## Areny mistrzostw
| Miasto            | Arena                                         | Maks. liczba widzów |
| ----------------- | --------------------------------------------- | ------------------- |
| Madryt            | Palacio de Deportes de la Comunidad de Madrid | 14 000              |
| Madryt            | Madrid Arena                                  | 10 500              |
| Grenada           | Palacio Municipal de Deportes de Granada      | 7 500               |
| Sewilla           | Palacio Municipal de Deportes San Pablo       | 7 026               |
| Alicante          | Centro de Tecnificación de Alicante           | 5 503               |
| Palma de Mallorca | Palma Arena                                   | 5 000               |

## Pierwsza faza grupowa
Losowanie odbyło się 19 października 2006 roku w Madrycie

### Grupa A
Mecze rozgrywane w Grenadzie
| Lp. | Drużyna | Mecze | Mecze wygrane | Mecze przegrane | Punkty zdobyte | Punkty stracone | Bilans punktów | Punkty |
| --- | ------- | ----- | ------------- | --------------- | -------------- | --------------- | -------------- | ------ |
| 1.  | Rosja   | 3     | 3             | 0               | 224            | 174             | +50            | 6      |
| 2.  | Grecja  | 3     | 2             | 1               | 197            | 194             | +3             | 5      |
| 3.  | Izrael  | 3     | 1             | 2               | 209            | 249             | -40            | 4      |
| 4.  | Serbia  | 3     | 0             | 3               | 215            | 228             | -13            | 3      |

3 września 2007
| Izrael | 66:76 | Grecja |

| Serbia | 65:73 | Rosja |

4 września 2007
| Rosja | 90:56 | Izrael |

| Grecja | 68:67 (OT) | Serbia |

5 września 2007
| Izrael | 87:83 | Serbia |

| Rosja | 61:53 | Grecja |

### Grupa B
Mecze rozgrywane w Sewilli
| Lp. | Drużyna    | Mecze | Mecze wygrane | Mecze przegrane | Punkty zdobyte | Punkty stracone | Bilans punktów | Punkty |
| --- | ---------- | ----- | ------------- | --------------- | -------------- | --------------- | -------------- | ------ |
| 1.  | Chorwacja  | 3     | 2             | 1               | 252            | 237             | +15            | 5      |
| 2.  | Hiszpania  | 3     | 2             | 1               | 259            | 218             | +41            | 5      |
| 3.  | Portugalia | 3     | 1             | 2               | 201            | 239             | -38            | 4      |
| 4.  | Łotwa      | 3     | 1             | 2               | 229            | 247             | -18            | 4      |

3 września 2007
| Portugalia | 56:82 | Hiszpania |

| Łotwa | 85:77 | Chorwacja |

4 września 2007
| Chorwacja | 90:68 | Portugalia |

| Hiszpania | 93:77 | Łotwa |

5 września 2007
| Portugalia | 77:67 | Łotwa |

| Chorwacja | 85:84 | Hiszpania |

### Grupa C
Mecze rozgrywane w Majorce
| Lp. | Drużyna | Mecze | Mecze wygrane | Mecze przegrane | Punkty zdobyte | Punkty stracone | Bilans punktów | Punkty |
| --- | ------- | ----- | ------------- | --------------- | -------------- | --------------- | -------------- | ------ |
| 1.  | Litwa   | 3     | 3             | 0               | 265            | 224             | +41            | 6      |
| 2.  | Niemcy  | 3     | 2             | 1               | 242            | 211             | +31            | 5      |
| 3.  | Turcja  | 3     | 1             | 2               | 198            | 237             | -39            | 4      |
| 4.  | Czechy  | 3     | 0             | 3               | 225            | 258             | -33            | 3      |

3 września 2007
| Czechy | 78:83 (OT) | Niemcy |

| Turcja | 69:86 | Litwa |

4 września 2007
| Litwa | 95:75 | Czechy |

| Niemcy | 79:49 | Turcja |

5 września 2007
| Czechy | 72:80 | Turcja |

| Litwa | 84:80 | Niemcy |

### Grupa D
Mecze rozgrywane w Alicante
| Lp. | Drużyna  | Mecze | Mecze wygrane | Mecze przegrane | Punkty zdobyte | Punkty stracone | Bilans punktów | Punkty |
| --- | -------- | ----- | ------------- | --------------- | -------------- | --------------- | -------------- | ------ |
| 1.  | Słowenia | 3     | 3             | 0               | 206            | 186             | +20            | 6      |
| 2.  | Francja  | 3     | 2             | 1               | 209            | 195             | +14            | 5      |
| 3.  | Włochy   | 3     | 1             | 2               | 209            | 208             | +1             | 4      |
| 4.  | Polska   | 3     | 0             | 3               | 188            | 223             | -35            | 3      |

3 września 2007
| Polska | 66:74 | Francja |

| Włochy | 68:69 | Słowenia |

4 września 2007
| Francja | 69:62 | Włochy |

| Słowenia | 70:52 | Polska |

5 września 2007
| Słowenia | 67:66 | Francja |

| Polska | 70:79 | Włochy |

## Druga faza grupowa

### Grupa E
Mecze rozgrywane w Madrycie
7 września 2007
| Portugalia | 65:78 | Rosja |

| Hiszpania | 76:58 | Grecja |

| Izrael | 80:75 | Chorwacja |

9 września 2007
| Rosja | 69:81 | Hiszpania |

| Portugalia | 94:85 | Izrael |

| Grecja | 81:78 | Chorwacja |

11 września 2007
| Chorwacja | 70:83 | Rosja |

| Grecja | 85:67 | Portugalia |

| Hiszpania | 99:73 | Izrael |

| Lp. | Drużyna    | Mecze | Mecze wygrane | Mecze przegrane | Punkty zdobyte | Punkty stracone | Bilans punktów | Punkty |
| --- | ---------- | ----- | ------------- | --------------- | -------------- | --------------- | -------------- | ------ |
| 1.  | Hiszpania  | 5     | 4             | 1               | 422            | 341             | +81            | 9      |
| 2.  | Rosja      | 5     | 4             | 1               | 381            | 325             | +56            | 9      |
| 3.  | Grecja     | 5     | 3             | 2               | 353            | 348             | +5             | 8      |
| 4.  | Chorwacja  | 5     | 2             | 3               | 398            | 396             | +2             | 7      |
| 5.  | Portugalia | 5     | 1             | 4               | 350            | 420             | -70            | 6      |
| 6.  | Izrael     | 5     | 1             | 4               | 360            | 434             | -74            | 6      |

### Grupa F
Mecze rozgrywane w Madrycie
8 września 2007
| Włochy | 74:79 | Litwa |

| Francja | 78:66 | Niemcy |

| Turcja | 51:66 | Słowenia |

10 września 2007
| Litwa | 88:73 | Francja |

| Włochy | 84:75 | Turcja |

| Niemcy | 47:77 | Słowenia |

12 września 2007
| Słowenia | 61:80 | Litwa |

| Niemcy | 67:58 | Włochy |

| Francja | 85:64 | Turcja |

| Lp. | Drużyna  | Mecze | Mecze wygrane | Mecze przegrane | Punkty zdobyte | Punkty stracone | Bilans punktów | Punkty |
| --- | -------- | ----- | ------------- | --------------- | -------------- | --------------- | -------------- | ------ |
| 1.  | Litwa    | 5     | 5             | 0               | 417            | 357             | +60            | 4      |
| 2.  | Słowenia | 5     | 4             | 1               | 340            | 312             | +28            | 4      |
| 3.  | Francja  | 5     | 3             | 2               | 371            | 347             | +24            | 3      |
| 4.  | Niemcy   | 5     | 2             | 3               | 339            | 345             | -6             | 3      |
| 5.  | Włochy   | 5     | 1             | 4               | 345            | 359             | -14            | 2      |
| 6.  | Turcja   | 5     | 0             | 5               | 308            | 400             | -92            | 2      |

## Faza pucharowa

### Ćwierćfinały
13 września 2007
| Rosja | 75:71 | Francja |

| Hiszpania | 83:55 | Niemcy |

14 września 2007
| Chorwacja | 72:74 | Litwa |

| Grecja | 63:62 | Słowenia |

### O miejsca 5-8
15 września 2007
| Francja | 69:86 | Chorwacja |

| Niemcy | 69:65 | Słowenia |

### Półfinały
15 września 2007
| Rosja | 86:74 | Litwa |

| Hiszpania | 82:77 | Grecja |

### Mecz o 7. miejsce
16 września 2007
| Francja | 74:88 | Słowenia |

### Mecz o 5. miejsce
16 września 2007
| Chorwacja | 71:80 | Niemcy |

### Mecz o 3. miejsce
16 września 2007
| Grecja | 69:78 | Litwa |

### Finał
16 września 2007
| Rosja | 60:59 | Hiszpania |